# Pierrot
Pierrot (japonsky 株式会社ぴえろ, Kabušiki gaiša Piero) je japonské animační studio, které v roce 1979 založili bývalí zaměstnanci firem Tacunoko Production a Muši Production.
Společnost se jmenuje podle francouzského slova pierot, jejím logem je obličej klauna.
Jedny z nejpopulárnějších anime seriálů společnosti Pierrot, Jú jú hakušo a Saijúki, vyhrály cenu Animage Anime Grand Prix Award. Seriálu Jú jú hakušo se to podařilo v roce 1993 a 1994, Saijúki v roce 2000. 

## Tvorba

### Televizní seriály

#### 1980–1990
- Nils no fušigi na tabi (1980–1981)
- Urusei jacura (1981–1986) – první část vyrobena pro Kitty Films; další část vyrobena společností Studio Deen
- Maičingu Mačiko-sensei (1981–1983)
- Taijó no ko Esteban (1982–1983)
- Spoon obásan (1983–1984)
- Mahó no tenši Creamy Mami (1983–1984)
- Čikkun Takkun (1984)
- Mahó no jósei Persia (1984–1985)
- Sei džúši Bismark (1984–1985)
- Mahó no Star Magical Emi (1985–1986)
- Nindža senši Tobikage (1985–1986)
- Mahó no Idol Pastel Júmi (1986)
- Anmicu hime (1986–1987)
- Ganbare! Kickers (1986–1987)
- Kimagure Orange Road (1987–1988)
- Norakuro-kun (1987–1988)
- Osomacu-kun (1988–1989)
- Moeru! Onii-san (1988)
- Magical Hat (1989–1990)
- Dragon Quest (1989–1991) – v koprodukci se Studiem Comet
- Heisei Tensai Bakabon (1990)
- Karakuri kengó-den Musaši Lord (1990–1991)
- Edokko Boy Gatten Tasuke (1990–1991)

#### 1991–2000
- Ore wa čokkaku (1991)
- Abaširi ikko (1991)
- Marude Dameo (1991–1992)
- Čiisana obake ačči, sočči, kočči (1991–1992)
- Jú jú hakušo (1992–1994)
- Tottemo! Luckyman (1994–1995)
- Ninkú (1995–1996)
- Fušigi júgi (1995–1996)
- Midori no Makibaó (1996–1997)
- Hadžime ningen gon (1996–1997)
- Aka-čan to boku (1996–1997)
- Hyper Police (1997)
- Clamp gakuen tanteidan (1997)
- Rekka no honó (1997–1998)
- Takojaki mantoman (1998–1999)
- Mahó no Stage Fancy Lala (1998)
- Neoranga (1998)
- Dokkiri Doctor (1998–1999)
- Joiko (1998–1999)
- Čiisana kjodžin Microman (1999)
- Power Stone (1999)
- Tenši ni narumon! (1999)
- Great Teacher Onizuka (1999–2000)
- Rerere no tensai Bakabon (1999–2000)
- The Super Milk-chan Show (2000)
- Gensómaden Saijúki (2000–2001)
- Ajaši no Ceres (2000)
- Gakko no kaidan (2000–2001)

#### 2001–2010
- Super Gals! Kotobuki Ran (2001–2002)
- Kaze no jódžinbó (2001—2002)
- Hikaru no go (2001–2003)
- Kogepan (2001)
- Tokyo Mew Mew (2002–2003)
- Džúni kokuki (2002–2003)
- Tokyo Underground (2002)
- PiNMeN (2002)
- Naruto (2002–2007)
- E’s Otherwise (2003)
- Tantei gakuen Q (2003–2004)
- Saijúki RELOAD (2003–2004)
- Mezzo DSA (2004) – jen produkce; animace od studia Arms
- Saijúki RELOAD GUNLOCK (2004)
- Midori no hibi (2004)
- Bleach (2004–2012-2022)
- Eikoku koi monogatari Emma (2005–2006)
- Sugar Sugar Rune (2005–2006)
- Naruto: Šippúden (2007–2017)
- Blue Dragon (2007–2008)
- Blue Dragon: Tenkai no šiči rjú (2008–2009)
- Hana-sakeru seišónen (2009–2010)
- Jumeiro Patissiere (2009–2010) – jen produkce; animace od studia Hibari
- Jumeiro Patissiere Professional (2010) – jen produkce; animace od studia Hibari

#### 2011–2020
- Level E (2011) – v koprodukci se studiem David Production
- Legenda Korry (2012–2014) – americká produkce od studia Mir; výpomoc s produkcí
- Kingdom (2012–2013)
- Naruto SD: Rock Lee (2012–2013)
- Širokuma Café (2012–2013)
- Kingdom 2 (2013–2014)
- Gaist Crusher (2013–2014)
- Baby Steps (2014)
- Soredemo sekai wa ucukušii (2014)
- Tokyo Ghoul (2014)
- Akacuki no Jona (2014–2015)
- Tokyo Ghoul √A (2015)
- Baby Steps 2 (2015)
- Osomacu-san (2015)
- Divine Gate (2016)
- Sósei no onmjódži (2016–2017)
- Puzzle & Dragons X (2016)
- Cukiuta. The Animation (2016)
- Soul Buster (2016)
- Éldlive (2017)
- Boruto: Naruto Next Generations (2017–dosud)
- Konbini kareši (2017)
- Osomacu-san 2 (2017–2018)
- Black Clover (2017–2021)
- Dynamic Chord (2017)
- Sanrio danši (2018)
- Tokyo Ghoul:re (2018)
- Kingdom 3 (2020–dosud) – v koprodukci se studiem Signpost
- Akudama Drive (2020) – v koprodukci se společností Too Kyo Games
- Osomacu-san 3 (2020–dosud)

### Filmy
- Urusei jacura 2: Beautiful Dreamer (1984)
- Eien no Once More (1984)
- Lovely Serenade (1985)
- Long Goodbye (1985)
- Curtain Call (1986)
- Mami, Emi, Pelsia adesugata mahó no sannin musume (1986)
- Mahó no Star Magical Emi: Semišigure (1986)
- Perfect Memory (1987)
- Madžokko Club joningumi: A-kúkan karano Alien X (1987)
- Kaiten mokuba (1987)
- Kimagure Orange Road: Ano hi ni kaeritai (1988)
- Like the Clouds, Like the Wind (1990)
- Abaširi ikka (1992)
- Jú jú hakušo: Eizó hakušo (1993)
- Key: The Metal Idol (1994)
- Jú jú hakušo: Meikai šitó hen – Honó no kizuna (1994)
- Šin Kimagure Orange Road: Sošite, ano nacu no hadžimari (1996)
- Sonic the Hedgehog: The Movie (1996)
- Boku no Marie (1996)
- Mahó no Star Magical Emi: Kumo hikaru (2002)
- Gekidžóban Naruto daikacugeki! Jukihime ninpóčó dattebajo!! (2004)
- Daigekitocu! Maboroši no čiteiiseki dattebajo (2005)
- Dai kófun! Mikazuki-džima no Animal Panic dattebajo! (2006)
- Bleach: Memories of Nobody (2006)
- Gekidžóban Naruto: Šippúden (2007)
- Gekidžóban Naruto: Šippúden – Kizuna (2008)
- Bleach: The DiamondDust Rebellion (2007)
- Bleach: Fade to Black, I Call Your Name (2008)
- Gekidžóban Naruto: Šippúden – Hi no iši o cugumono (2009)
- Gekidžóban Naruto: Šippúden – The Lost Tower (2010)
- Bleach: Hell Verse (2010)
- Legend of the Millennium Dragon (2011)
- Gekidžóban Naruto: Blood Prison (2011)
- Road to Ninja: Naruto the Movie (2012)
- The Last: Naruto the Movie (2014)
- Boruto: Naruto the Movie (2015)
- Tokyo Ghoul: Jack (2015)
- Tokyo Ghoul: Pinto (2015)
- Boruto: Naruto the Movie – Naruto ga Hokage ni natta hi (2016)
- Hero Mask (2018–2019)
- Osomacu-san the Movie (2019)